# ITunes Festival: London
iTunes Festival: London è un EP di Paul McCartney contenente le 6 canzoni suonate dal vivo all'ITunes Festival. Contiene 4 canzoni provenienti dal precedente Memory Almost Full più 2 classici di Paul McCartney. L'album è disponibile esclusivamente per il download digitale su iTunes.

## Tracce
- Tutte le canzoni sono opera di Paul McCartney.

1. Coming Up - 3:46
2. Only Mama Knows - 3:49
3. That Was Me - 2:59
4. Jet - 4:11
5. Nod Your Head - 2:40
6. House of Wax - 5:19

### Dettagli di registrazione
- Tracce 2, 3, 5, 6 apparse in origine su Memory Almost Full
- Traccia 1 originariamente pubblicata su McCartney II
- Traccia 4 originariamente pubblicata su Band on the Run